# علب حساء كامبل
علب حساء كامبل (بالإنجليزية: Campbell's Soup Cans)‏، والتي يشار إليها أحيانًا بـ 32 علبة حساء كامبل، هي عمل فني للفنان الأمريكي أندي وارهول بين نوفمبر 1961 ومارس أو أبريل 1962. يتكون من 32 لوحة، يبلغ قياس كل منها 20 بوصة (51 سـم) في الارتفاع × 16 بوصة (41 سـم) ويتكون كل منها من لوحة من علبة حساء كامبل - واحدة من أصناف الحساء المعلب التي قدمتها الشركة في ذلك الوقت. أنتجت اللوحات الفردية بطريقة الطباعة - وهي عملية طباعة الشاشة شبه الآلية، باستخدام أسلوب غير رسامي. ساعد اعتماد علب حساء كامبل على موضوعات من الثقافة الشعبية في دخول فن البوب كحركة فنية رئيسية في الولايات المتحدة.